# Nyder Barbosa
Nyder Barbosa (Itaguaçu, 11 de janeiro de 1929 — Vitória, 17 de março de 2011) foi um advogado e político brasileiro. Exerceu o mandato de deputado federal constituinte em 1988.
Nyder Barbosa se formou advogado pela Universidade Federal do Espírito Santo e trabalhou pelo Banco do Brasil em inúmeros estados do país.
Em 1974 foi eleito deputado estadual pelo Movimento Democrático Brasileiro (MDB). Entre 1976 e 1977 ocupou o cargo de vice-presidente da Assembléia Legislativa do Espírito Santo. Conquistou a reeleição em 1978. Devido a extinção do bipartidarismo, se filiou ao PMDB em 1979 e logo tomou a posição de líder da bancada peemedebista na Assembléia Legislativa.
Em 1982 foi eleito deputado federal, ainda pelo PMDB. No ano seguinte, deixou a função para ocupar a Secretaria da Fazenda, no governo de Gérson Camata. Luís Batista foi o escolhido para ocupar sua vaga no mandato parlamentar. Devido a algumas divergências com o governador, deixou a Secretaria em 1984 e voltou a cadeira na Câmara.
Nyder Barbosa era a favor das eleições diretas para presidente da República e votou positivamente na emenda Dante de Oliveira. Faltaram 22 votos para que a emenda fosse encaminhada para o Senado, por isso nas eleições de 1985, Nyder votou em Tancredo Neves, candidato pela Aliança Democrática.
Teve experiências de contribuição para as comissões de Relações Exteriores e de Orçamento entre 1984 e 1987. Em 1986, foi o candidato, com o menor número de votos do PMDB, eleito para uma vaga na Assembléia Nacional Constituinte. Essa situação lhe rendeu uma acusação de ter recebido apoio da União Democrática Ruralista, grupo de latifundiários contrário à Reforma Agrária.
Durante o processo de construção constituinte, Nyder Barbosa atuou na Subcomissão de Princípios Gerais, Intervenção do Estado, Regime da Propriedade do Subsolo e da Atividade Econômica da Comissão da Ordem Econômica e foi suplente da Subcomissão dos Direitos e Garantias Individuais da Comissão da Soberania e dos Direitos e Garantias do Homem e da Mulher.
Em 1991 finalizou seu mandato e não concorreu a reeleição. No mesmo ano se tornou vice-presidente da Federação da Agricultura do Espírito Santo (FAES) e assumiu a presidência alguns anos depois, em 1994 - onde ficou até 2006.